# Sporting Clube Campomaiorense
El Sporting Clube Campomaiorense és un club de futbol portuguès de la ciutat de Campo Maior.

## Història
El club va ser fundat l'1 de juliol de 1926. Disputa els seus partits a l'Estádio Capitão Cesar Correia amb capacitat de 7500 espectadors. Ha jugat cinc temporades a primera divisió, i fou finalista de copa el 1999.

## Palmarès
- Segona divisió portuguesa de futbol: 
  - 1996-97
- II Divisão (tercera categoria): 
  - 1991-92